# Guerre d'Érythrée
Campagne d'Érythrée (1885-1888)
Le terme « guerre d'Érythrée » fait référence à la série d'actions militaires qui ont conduit à la conquête par le royaume d'Italie du territoire correspondant à l'actuelle Érythrée, ainsi qu'à sa défense contre les attaques de l'Empire éthiopien et du Soudan mahdiste; cette guerre est considérée comme la première guerre coloniale italienne.

## L'occupation d'Assab et de Massawa
Après avoir vu ses ambitions coloniales pour la Tunisie frustrées par la France en 1881, le gouvernement italien décide d'orienter ses visées expansionnistes vers un territoire africain jusqu'alors peu considéré par les puissances coloniales, la Corne de l'Afrique, où les intérêts de certains entrepreneurs italiens étaient déjà dirigés depuis un certain temps. En 1882, l'État italien achète la baie d'Assab à la société Rubattino, amorçant ainsi sa pénétration dans la région. Les premiers soldats italiens sont quatre carabiniers qui débarquent à Assab le 16 mai 1883. En février 1885, prenant pour prétexte le massacre à Danakil d'une expédition commerciale dirigée par l'explorateur Gustavo Bianchi, un petit corps expéditionnaire italien (800 hommes d'un bataillon de bersaglieri) sous le commandement du colonel (colonnello) Tancredi Saletta occupa le port de Massaoua, expulsant sans heurts la garnison égyptienne locale qui contrôlait alors le port de la ville ; l'action avait été rendue possible également grâce à l'approbation du Premier ministre britannique William Ewart Gladstone. Dans les mois qui suivent, l'Italie occupe toute la bande côtière entre Massaoua et Assab, conquiert Saati et annexe Massaoua au Royaume.

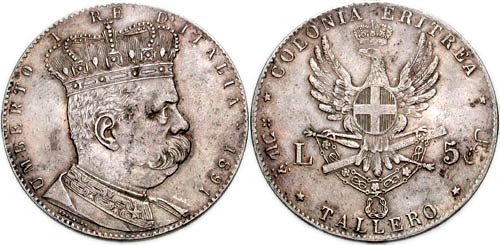
Thaler d'Érythrée, frappé en 1891 par le gouvernement italien.

Dans les intentions du ministre italien des Affaires étrangères Pasquale Stanislao Mancini (1817-1888), la conquête de Massaoua devait être la première phase d'une pénétration italienne au Soudan, alors codominion anglo-égyptien mais en proie depuis 1881 à une violente révolte des populations musulmanes menée par le chef religieux Muhammad Ahmad (1844-1885), autoproclamé Mahdi ; les plans de Mancini furent toutefois rejetés par les Britanniques qui, face à la révolte grandissante, avaient décidé d'abandonner le pays. L'échec de sa politique et les critiques émanant du Parlement poussent Mancini à démissionner ; sa place est occupée par le comte de Robilant (1826-1888) qui, même s'il désapprouve la politique coloniale entreprise par l'Italie, décide de poursuivre les opérations en Érythrée. Les premiers mois de l'expédition avaient été marqués par le manque substantiel d'intérêt du gouvernement d'Agostino Depretis - à l'exception de Mancini - pour les questions coloniales et par la tentative de la Consulta de laisser toutes les voies ouvertes en tombant dans l'erreur, grossière à certains égards, de croire que les Britanniques avaient une réelle volonté de s'associer à Rome alors qu'il s'agissait tout au plus d'un simple "non nocet" à l'occupation de Massawa.
Toutefois, avec Di Robilant aux affaires étrangères, la ligne à suivre est, au moins en théorie, celle du "recueillement", mais l'occupation de Saati voulue par Saletta et mise au point par Genè ne tardera pas à représenter un motif de friction entre les Italiens et le Ras Alula.

## Dogali et la prise d'Asmara
N'ayant pas réussi à pénétrer au Soudan, le gouvernement italien cherche à étendre ses possessions en visant à occuper le plateau occidental de l'Érythrée, qui fait alors officiellement partie de l'Empire éthiopien. L'Empire éthiopien était encore fondé sur une structure féodale : les différents dirigeants locaux (les Ras) n'étaient que formellement soumis à l'empereur (Negus Neghesti, c'est-à-dire le roi des rois), ne lui devant qu'un tribut annuel et le soutien de leurs partisans en cas de guerre, alors qu'ils étaient par ailleurs pratiquement autonomes. Le Négus Yohannes IV d'Éthiopie n'avait pas réagi à l'occupation de Massaoua, mais il a ensuite émis de vives protestations lorsque les Italiens ont occupé les villages de Saati et de Uaà, situés dans une zone nominalement sous souveraineté égyptienne mais depuis longtemps sous contrôle éthiopien.
Dans un premier temps, Robilant entame des contacts diplomatiques avec les négus, mais échoue ensuite dans ces négociations et décide d'entreprendre une solution militaire au problème, qualifiant avec mépris les troupes des négus de "quatre maraudeurs". Le 25 janvier 1887, une armée éthiopienne de 10 000 hommes sous le commandement du ras Alula Engeda, un fidèle du négus, attaque la petite garnison italienne de Saati, mais est repoussée après quatre heures de durs combats ; à court de munitions, le commandant de la garnison, le major Boretti, demande au général Carlo Genè d'envoyer des renforts et du matériel. Le matin du 26 janvier 1887, une colonne de troupes italiennes sous le commandement du lieutenant-colonel Tommaso De Cristoforis part de Moncullo pour apporter des provisions à Saati, mais elle tombe dans une embuscade tendue par les hommes d'Alula Engida près de Dogali et est complètement détruite avec la perte de 430 hommes ; la garnison de Saati est retirée peu après et le village est abandonné aux mains des Éthiopiens. La défaite de la colonne italienne provoque une série de manifestations de rue contre la politique coloniale du gouvernement, obligeant Robilant à démissionner et le Premier ministre Agostino Depretis à remanier le gouvernement.
Le successeur de Depretis, Francesco Crispi, bien que lui aussi critique à l'égard de cette campagne coloniale, décide de poursuivre les opérations, en envoyant un corps expéditionnaire de 20 000 hommes en Érythrée sous le commandement du général Alessandro Asinari di San Marzano ; le corps expéditionnaire arrive en Érythrée en octobre 1887, mais reste pendant plusieurs mois dans ses casernes de Massaoua, en attendant les résultats d'une mission diplomatique britannique envoyée au négus pour rétablir la paix entre l'Italie et l'Éthiopie. Les négociations ayant échoué, le 1er février 1888, San Marzano déplace ses troupes et réoccupe Saati, qu'il fortifie lourdement. En mars de la même année, le Négus se déplace avec une grande armée vers Saati, s'établissant à courte distance des positions italiennes ; les deux armées se font face depuis leurs positions respectives, jusqu'à ce qu'en avril suivant, l'armée du Négus, décimée par la maladie, décide de se retirer, sans être poursuivie par les Italiens. Peu après, San Marzano lui-même est rappelé dans sa patrie avec la majeure partie du corps expéditionnaire, laissant le commandement de la colonie au général Antonio Baldissera.
Baldissera entreprend immédiatement de restructurer l'organisation militaire italienne dans la colonie : en particulier, les troupes indigènes recrutées sur place (les àscari) sont élargies et regroupées dans une structure distincte, le Corps spécial africain (Regio corpo truppe coloniali d'Eritrea), qui peut aligner quatre bataillons autonomes d'àscari commandés par des officiers italiens. Avec ces nouvelles troupes, Baldissera est chargé de remonter le plateau érythréen et d'occuper la ville d'Asmara, profitant du moment de faiblesse des Éthiopiens : le Négus Yohannes a été tué le 9 mars 1889 lors de la bataille de Gallabat contre les mahdistes soudanais, et son successeur, Menelik II, cherche encore à renforcer sa position. L'avancée de Baldissera est lente, le général préférant agir par voie diplomatique avec les ras locaux, tous plutôt hostiles au gouvernement central éthiopien. Le 26 juillet 1889, la ville de Keren est occupée, pratiquement sans combat, suivie d'Asmara le 3 août, mais le 8 août, les Italiens subissent une nouvelle défaite à Segeneiti, lorsqu'une petite colonne d'ascars tombe dans une embuscade tendue par des rebelles érythréens, perdant plusieurs hommes et tous les officiers italiens ; la défaite attire de lourdes critiques sur Baldissera, qui est néanmoins reconfirmé dans son rôle par le gouvernement.
Baldissera proposait de poursuivre la politique de division des ras du gouvernement central afin de gagner de nouvelles positions, mais le nouvel ambassadeur italien à Addis-Abeba, le comte Pietro Antonelli, avait fait pression pour un accord général avec Ménélik, avec lequel il était en contact depuis 1883 ; en particulier, Antonelli a suggéré à Crispi la possibilité de conclure un traité qui placerait l'ensemble de l'Éthiopie sous protectorat italien. Le 2 mai 1889 est signé le controversé traité de Wouchalé, par lequel, selon l'interprétation italienne, l'Éthiopie non seulement reconnaît le contrôle italien sur l'Érythrée, mais devient également un protectorat italien de facto ; Baldissera, qui avait déjà entamé des contacts avec le principal ennemi de Ménélik, le Ras Mangascià, voit toute sa stratégie désavouée, et demande et obtient d'être rappelé dans sa patrie, remplacé par le général Oreste Baratieri. En 1890, l'Érythrée est devenue officiellement une colonie italienne.

## L'invasion mahdiste

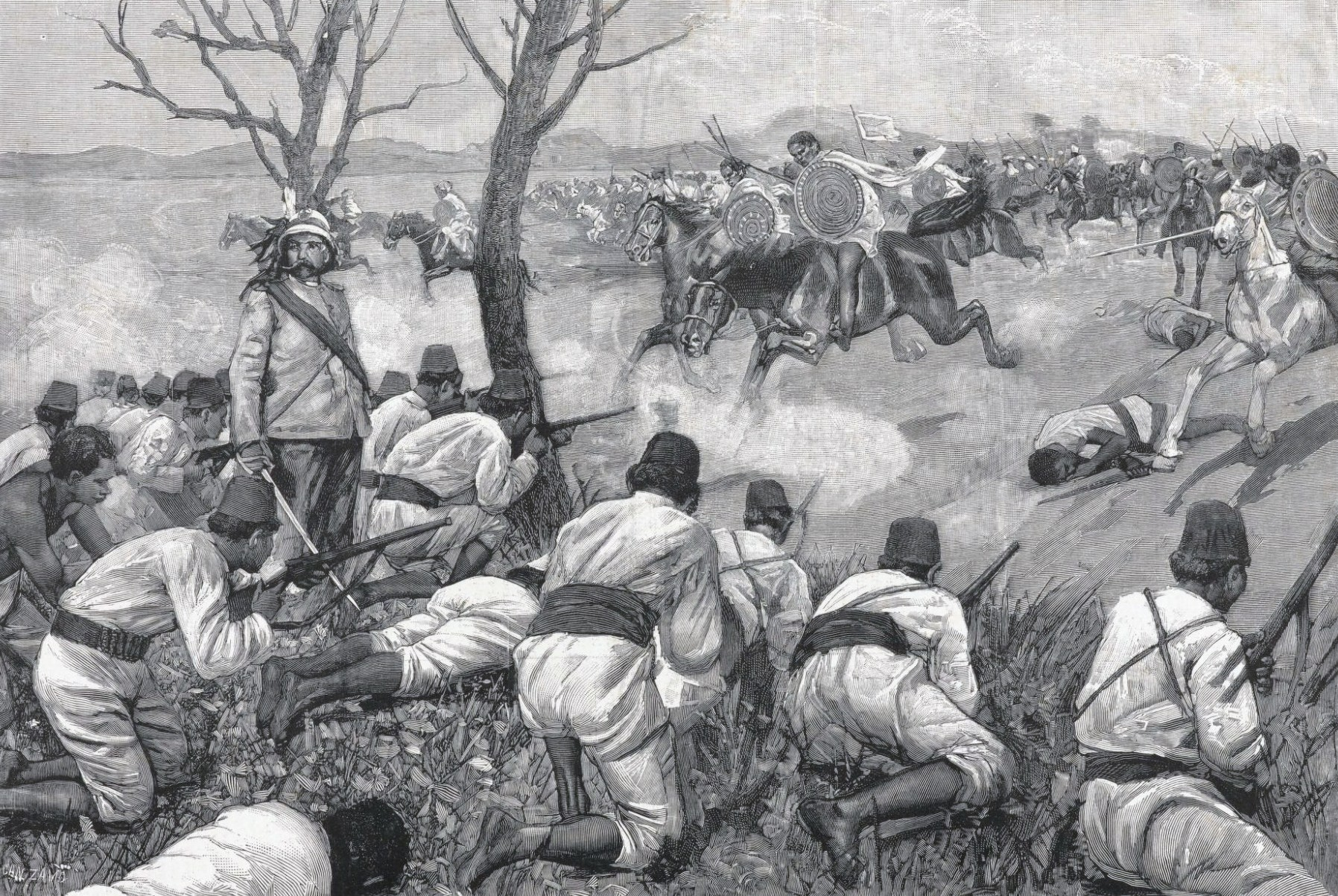
Les Ascari italiens affrontent les cavaliers mahdistes près de Tucruf, au Soudan.

Après avoir chassé les forces britanniques et égyptiennes, les rebelles mahdistes du Soudan ont commencé à essayer d'ouvrir une route vers la mer Rouge, en pénétrant les frontières de la colonie italienne. Après quelques escarmouches frontalières à Agordat le 27 juin 1890 et à Serobeti le 16 juin 1892, une armée mahdiste de 10 000 hommes commandée par Ahmed Wad Ali, émir de Gheraref, envahit la colonie en décembre 1893. Le 21 décembre, l'armée est confrontée aux troupes du général Giuseppe Arimondi, composées de 2 200 hommes (en majorité des ascaris), qui infligent une lourde défaite aux mahdistes dans la plaine de l'Agordat, dans ce qui constitue à toutes fins utiles la première victoire incontestée du Regio Esercito (armée royale italienne).
La défaite des mahdistes à Agordat incite Baratieri à ordonner une incursion à travers la frontière du Soudan. Le 16 juillet 1894, Baratieri dirige personnellement une colonne de 2 600 ascars et Italiens vers la ville soudanaise de Kassala, qu'il conquiert après un court combat. Une garnison commandée par le major Domenico Turitto reste à Kassala, tandis que Baratieri et le gros des troupes retournent en Érythrée. Dans les intentions des Italiens, Kassala devait servir de tremplin à une campagne contre l'État mahdiste qui devait être menée en collaboration avec les Britanniques, mais ces derniers refusèrent l'aide italienne, craignant qu'elle ne cache des visées expansionnistes au Soudan.
Les mahdistes tentent de reconquérir la ville en février 1896, profitant du fait que le gros des troupes italiennes est engagé dans la première guerre italo-éthiopienne (guerre d'Abyssinie), en déplaçant une armée de 4 000 fantassins et 1 000 cavaliers sous le commandement de l'émir Ahmed Fadl. Le 22 février, l'avant-garde de l'armée madhiste attaque les avant-postes italiens de Gulusit et Futa, à deux kilomètres au nord de Kassala, les obligeant à se replier dans la ville. Le 8 mars, les Madhistes ont attaqué le village de Sebderat, à cheval sur la route de Kassala à Agordat : les irréguliers érythréens qui gardaient le village ont été repoussés, mais une contre-attaque d'une poignée d'ascaris de Kassala a forcé les Madhistes à battre en retraite ; les Soudanais ont essayé à nouveau de prendre Sebderat le 18 mars, mais la garnison d'ascars qui gardait le village a repoussé l'attaque.
Les Madhistes ont ensuite assiégé Kassala elle-même, ouvrant le feu sur la ville avec quelques vieux canons capturés aux Égyptiens. Le 31 mars, une colonne de renforts arrive à Kassala en provenance d'Agordat sous le commandement du colonel Stevani, composée des 2e, 3e, 6e, 7e et 8e bataillons indigènes. Dans la nuit du 2 avril, la colonne a tenté une attaque contre le mont Mokram, d'où tiraient les canons soudanais ; après une action plutôt confuse, aux premières lueurs de l'aube du 3 avril, les Madhistes ont abandonné la montagne et se sont retirés dans leur camp fortifié près du village de Tucruf, au nord de Kassala. Le même jour, le gros de la garnison italienne quitte la ville et se dirige vers le camp de Madhist. Au départ, on pense que le camp est abandonné, mais à mesure qu'ils s'approchent, les ascaris italiens sont soumis à un feu nourri de fusils provenant de tranchées bien camouflées. Les unités italiennes chargent les positions madhistes, mais les nombreuses pertes convainquent le colonel Stevani de suspendre l'action et de ramener les troupes à Kassala, repoussant en chemin quelques raids de cavalerie soudanaise. Craignant une nouvelle attaque, dans la nuit du 7 mars, les derviches évacuent Tucruf et assiègent la ville.
La garnison italienne de Kassala es retirée en décembre 1897, lorsque la ville est rendue aux Anglo-Égyptiens ; la révolte des Madhistes est finalementt écrasée par les Anglo-Égyptiens qui remportent la bataille d'Omdurman le 2 septembre 1898.

## L'occupation du Tigré

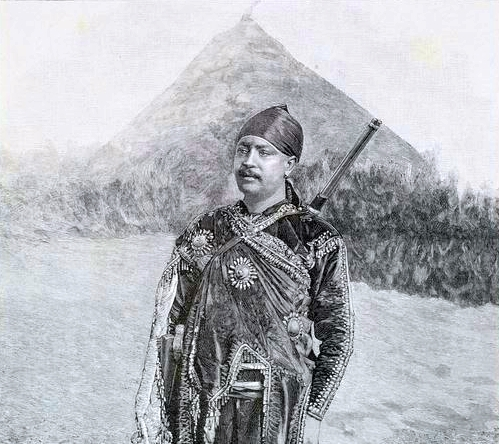
Ras Mangascià.

Étant donné les désaccords avec Ménélik sur l'interprétation à donner à certaines clauses du traité de Wouchalé, le gouvernement italien décide de reprendre les contacts avec son principal adversaire, le Ras Mangascià, en décembre 1891 ; toutefois, le comte Antonelli, désormais sous-secrétaire aux affaires étrangères, désavoue cette ligne de conduite, préférant poursuivre la politique d'accord direct et global avec le Négus. Déçu par cette nouvelle volte-face italienne, Mangascià commence à soutenir les tribus érythréennes qui se rebellent contre la domination italienne. En décembre 1894, les tribus de la région d'Acchelè-Guzai se sont rebellées contre les Italiens sous la direction du chef Batha Agos. Les rebelles assiègent la garnison italienne de Balai, mais sont défaits par une colonne de secours dirigée par le major Pietro Toselli le 18 décembre ; Batha Agos est tué dans ce court combat et la révolte est rapidement réprimée.
Après avoir réprimé la révolte érythréenne, Baratieri reçoit l'ordre d'envahir la région du Tigré, fief de Mangascià, sous prétexte que ce dernier soutient les rebelles ; dans l'esprit du gouvernement italien, la conquête du Tigré lui aurait permis de négocier en position de force avec Ménélik, ainsi que d'étendre les frontières de la colonie. Le 12 janvier 1895, les troupes italiennes ont vaincu les 12 000 guerriers de Mangascià à la bataille de Coatit, avant de les poursuivre et de les disperser près de Senafé le 14 janvier suivant. Mangascià tente une contre-attaque, avançant avec quelques troupes vers Adigrat, mais il est devancé par Baratieri qui occupe la ville entre le 25 et le 26 mars, puis étend l'occupation italienne aux villes de Mekele et d'Aksoum ; en avril 1895, la majeure partie du Tigré est aux mains des Italiens. Mangascià tente de reconstituer son armée près de Debra Ailà, mais sachant qu'un important contingent italien se dirige vers lui, il abandonne la localité en ne laissant qu'une petite garnison, qui est facilement dispersée par les Italiens le 9 octobre ; une nouvelle tentative de capturer Mangascià est tentée par Toselli, qui le 13 octobre occupe la montagne d'Amba Alagi, mais n'y trouve aucune troupe ennemie. Mangascià réussit à échapper à la capture en se réfugiant chez Ménélik à Addis Abeba. À ce moment-là, l'avance italienne s'arrête et, tandis que les troupes se retranchent dans les positions nouvellement occupées, Baratieri part en congé en Italie, où il demande en vain au gouvernement des renforts pour consolider les conquêtes qu'il a réalisées
L'invasion italienne du Tigré, outre les conquêtes territoriales, avait été à l'avantage de Ménélik : Mangascià, autrefois son adversaire, était maintenant devenu son proche allié. Cela donna à Ménélik le prétexte de rompre le traité de Wouchalé et de faire la guerre aux garnisons italiennes dispersées, déclenchant ainsi la guerre d'Abyssinie.

## Les forces italiennes

### Débarquement à Massawa (1885)
Corps d'expédition - Ten. Col. Tancredi Saletta
- 6ª Compagnia/1º Reggimento bersaglieri
- 10ª Compagnia/4º Reggimento bersaglieri
- 12ª Compagnia/7º Reggimento bersaglieri
- 12ª Compagnia/8º Reggimento bersaglieri
- 1ª compagnia/17º Reggimento artiglieria da fortezza
- un peloton genio zappatori
- une brigade sanitaire
- un escadron de subsistance
- un escadron CC.RR.

### Bataille de Dogali(1887)
Colonna De Cristoforis (Ten. Col. Tommaso De Cristoforis):
- 9ª Compagnia/41º Reggimento fanteria "Modena"
- 11ª Compagnia/15º Reggimento fanteria "Savona"
- 20ª Compagnia/41º Reggimento fanteria "Modena
- un peloton/6º Reggimento fanteria "Aosta"
- un peloton/7º Reggimento fanteria "Cuneo"
- un peloton/48º Reggimento fanteria "Ferrara"
- une horde de bachi-bouzouk
- une section/17º Reggimento artiglieria da fortezza

### Occupation de l'Erythrée (1888)
Corpo Speciale d'Africa - Gen. Alessandro Asinari di San Marzano
- I Brigata - Gen. Carlo Genè
  - 1º Reggimento cacciatori d'Africa - Col. Coriolano Ponza di San Martino
    - I Battaglione - Mag. Carlo Rodano
    - II Battaglione - Ten. Col. Giovan Battista Luciano

  - 2º Reggimento cacciatori d'Africa - Col. Camillo De Charbonneau
    - I Battaglione - Mag. Camillo Fiore
    - II Battaglione -  Mag. Pio Carlo Di Majo
    - III Battaglione - Ten. Col. Gustavo Ferrua

  - une horde de bachi-bouzouk
  - 3ª Batteria artiglieria da montagna
- II Brigata - Gen. Manfredo Cagni
  - 1º Reggimento fanteria d'Africa - Col. Carlo Torretta
  - 4º Reggimento fanteria d'Africa - Ten. Col. Fantoni
  - une horde de bachi-bouzouk
  - 1ª Batteria artiglieria da montagna
- III Brigata - Gen. Antonio Baldissera
  - 1º Reggimento bersaglieri d'Africa - Col. Oreste Baratieri
  - I Battaglione alpini d'Africa - Mag. Domenico Pianavia Vivaldi
  - une horde de bachi-bouzouk
  - 2ª Batteria artiglieria da montagna
- IV Brigata - Gen. Carlo Lanza di Busca
  - 2º Reggimento fanteria d'Africa - Col. Valles
  - 3º Reggimento fanteria d'Africa - Col. Stizia
  - un groupe d'horde de bachi-bouzouk - Mag. D'Aste
  - 1ª compagnia/17º Reggimento artiglieria da fortezza

Troupes disponibles
- 1º Squadrone cavalleria d'Africa
- 2º Squadrone cacciatori a cavallo d'Africa
- un groupe d'horde de bachi-bouzouk - Col. Begni
- Brigade d'artillerie
  - 1ª Batteria Artiglieria da Campagna
  - 2ª Batteria artiglieria da campagna
- 1ª Compagnia artiglieria coloniale
- 2ª Compagnia artiglieria coloniale
- 3ª Compagnia artiglieria coloniale
- 4ª Compagnia artiglieria coloniale
- Brigade du génie
  - 1ª Compagnia genio zappatori
  - 2ª Compagnia genio zappatori
  - 3ª Compagnia genio zappatori
- 1ª Compagnia genio coloniale
- 2ª Compagnia genio coloniale
- 3ª Compagnia genio coloniale
- 1ª Compagnia sanità d'Africa
- 2ª Compagnia sanità d'Africa
- 3ª Compagnia sanità d'Africa
- 1ª Compagnia sussistenza d'Africa
- 2ª Compagnia sussistenza d'Africa
- 3ª Compagnia sussistenza d'Africa
- Brigade du train d'artillerie
  - 1ª Compagnia treno d'artiglieria
  - 2ª Compagnia treno d'artiglieria

## Source
- (it) Cet article est partiellement ou en totalité issu de l’article de Wikipédia en italien intitulé « Guerra d'Eritrea » (voir la liste des auteurs).